# Abdallah Gomaa
Abdallah Gomaa (arabisch عبد الله جمعة; * 10. Januar 1996 in al-Arisch) ist ein ägyptischer Fußballspieler auf der Position eines offensiven Mittelfeldspielers.

## Karriere
Der drei Jahre jüngere Bruder des Fußballspielers Saleh Gomaa begann seine Karriere wie dieser bei ENPPI Club in Kairo. 2013 rückte er in die erste Mannschaft auf und bestritt zwei Spiele in der Egyptian Premier League. Am 30. Januar 2014 wechselte er auf Leihbasis bis zum Saisonende zum 1. FC Union Berlin, der auch eine Kaufoption besaß. Am 21. Februar 2014 (22. Spieltag der Saison 2013/14) debütierte der Mittelfeldspieler für Union, als er bei dem 2:0-Heimsieg gegen den FSV Frankfurt von Trainer Uwe Neuhaus in der 85. Minute für Torsten Mattuschka eingewechselt wurde. Der 1. FC Union Berlin löste den Vertrag zum 30. November 2014 auf, da laut Trainer Norbert Düwel die Sprachbarriere zu groß gewesen sei. 2014 kehrte Gomaa wieder nach Ägypten zurück und spielte in den folgenden Jahren für ENPPI Club und al-Masry. Seit 2017 steht er bei al Zamalek SC unter Vertrag.